# Tanytarsus bayi
Tanytarsus bayi är en tvåvingeart som beskrevs av Ekrem, Sublette och James E. Sublette 2003. Tanytarsus bayi ingår i släktet Tanytarsus och familjen fjädermyggor. Inga underarter finns listade i Catalogue of Life.